# اچ‌ام‌اس رویجر (دی۷۰)
اچ‌ام‌اس رَویجِر (دی۷۰) (به انگلیسی: HMS Ravager (D70)) یک کشتی بود که طول آن ۴۶۵ فوت (۱۴۲ متر) بود. این کشتی در سال ۱۹۴۲ ساخته شد.